# هان غونغ-جو
هان غونغ-جو (بالكورية: 한공주) هو فيلم كوري جنوبي من إخراج وسيناريو لي سو جين، وبطولة تشون وو هي. فيلم مستوحى من قضية اغتصاب جماعي لفتيات المدارس الإعدادية من قبل طلاب المدارس الثانوية في ميريانغ، مقاطعة غيونغسانغ الجنوبية في عام 2004. عرض الفيلم لأول مرة في مهرجان بوسان السينمائي الدولي لعام 2013 حيث فاز بجائزة فيلم سي جي في كوليغ وجائزة تقييمات المواطنين.
أثناء عرض الفيلم في دائرة المهرجانات السينمائية الدولية، فاز الفيلم بالعديد من الجوائز الكبرى، بما في ذلك النجمة الذهبية في مهرجان مراكش الدولي للسينما 2013، جائزة النمر (الممنوحة للأفلام التي "تمنح صانعي الأفلام الشباب) في مهرجان روتردام السينمائي الدولي 2014، وجائزة لجنة التحكيم وجائزة النقاد وجائزة الجمهور في مهرجان دوفيل السينمائي الآسيوي 2014.

## ملخص الفيلم
يبدأ الفيلم بمواجهة غونغ جو لحشد من البالغين الذين يسيئون إليها وهي تخبرهم أنها لم ترتكب أي خطأ. ثم ينتقل المشهد إلى معلمها لي نان دو، الذي يساعدها في حزم أمتعتها لأنها على وشك الانتقال إلى مدرسة أخرى في مدينة أخرى. وبينما يتناولان الغداء، يخبرها أنه لم يكن خطأها ولكن عليها الانتظار حتى تظهر نتائج المحاكمة قبل أن تقرر ما يجب أن تفعله بعد ذلك وفي الوقت نفسه ألا ترد على أي مكالمات هاتفية. يتمكن المعلم لي نان دو من جعل انتقالها إلى المدرسة سلسًا قدر الإمكان على الرغم من أنه كان في منتصف الفصل الدراسي. ثم يأخذ غونغ جو إلى متجر صغير تملكه والدته السيدة تشو، لإمكانية الإقامة في منزلها. في البداية ترفض الأم لكنها في النهاية تسمح لها بالبقاء.
في استرجاع للماضي، تعمل غونغ جو كأمينة صندوق في متجر صغير عندما يدخل صديقها وزميلها في الدراسة وابن مالك المتجر، دونغ يون، وقد تعرض للضرب بشكل واضح بينما كان يلتقط بعض الطعام ويعود لرؤية أصدقائه. في اليوم التالي في المدرسة، تلتقي بصديقتها هوا أوك وتتحدثان عن الحادث.
في أحد الأيام في المدرسة تمشي غونغ جو في الرواق وتنظر من خلال نافذة الفصل حيث تتدرب مجموعة صغيرة من الفتيات على أغنية كابيلا. عندما تراها قائدة المجموعة، أون هي، تبتعد بسرعة. تحضر غونغ جو دروس السباحة وتلتقي بأون هي التي تحاول تكوين صداقة معها بعد سماعها تغني في غرفة تبديل الملابس. تطلب أون هي من غونغ جو الانضمام إلى مجموعة الكابيلا. على الرغم من أن غونغ جو غير مهتمة، إلا أنها تطلب من أون هي إقراضها هاتفها للمساعدة في الاتجاهات حتى تتمكن من العثور على والدتها. يستقلان حافلة وتذهب غونغ جو إلى عمل والدتها ولكن في النهاية يتم رفضها وطردها. تسمع أون هي المحادثة. تواجهها غونغ جو وتتذكر صديقتها هوا أوك. بعد ذلك، تزور متجر صديق والدتها بغضب تعضه بقوة قبل أن تهرب.
تتوقف غونغ جو عند غرفة الموسيقى الفارغة في المدرسة وتبدأ في الغناء حيث تسمعها أون هي وأصدقاؤها. ببطء تبدأ في الانفتاح على الفتيات وتشاركهن أن هدفها هو تعلم السباحة لمسافة 25 مترًا على الأقل. يقرر أصدقاء غونغ جو نشر مقطع فيديو لها وهي تغني وتفاصيل عنها على الإنترنت حتى تتمكن من بدء نادي معجبين، ولكن عند سماع ذلك، تغضب غونغ جو وتطالبهم بإزالة الفيديو على الفور. يشعر أصدقاؤها بالحيرة من رد فعلها وينشأ جدال. بعد فترة وجيزة اقتحمت مجموعة من الآباء الغاضبين الفصل وقاطعوا الفصل لمضايقة غونغ جو لأنها وضعت أبنائهم في السجن. تهرب غونغ جو وتختبئ في غرفة فارغة.
تظهر لقطات أخرى حيث تتعرض هوا أوك للاغتصاب الجماعي في منزل غونغ جو. قبل ذلك تصل غونغ جو إلى منزلها حيث يتسكع دونغ يون وهوا أوك وما لا يقل عن 15 رجلاً ويشربون. يظهر دونغ يون وهو يتعرض للتنمر من قبل أصدقائه. على الرغم من أن غونغ جو لا تشرب، إلا أن دونغ يون يصر على شربها بيرة تم تخديرها دون علمها. تشرب غونغ جو المشروب بينما يطمئنها دونغ يون بأن الرجال سيغادرون إذا فعلت ذلك. تحت تأثير المخدرات، تتعرض هي أيضًا للاغتصاب الجماعي. تنتهي "الحفلة" عندما يصل والد دونغ يون ويأخذ دونغ يون، الذي كان في منتصف دوره في اغتصاب إحدى الفتيات، إلى المنزل؛ يلاحظ والده لكنه يتجاهل أن الفتيات الأخريات يتعرضن للاغتصاب أيضًا.
بعد فترة وجيزة، تنتحر هوا أوك بالقفز من فوق جسر. يعود المشهد إلى الوقت الحاضر حيث تجلس غونغ جو مع المدير حيث ينصحها بأنه سيناقش الموقف مع المجلس، لأنه لم يكن يعرف شيئًا عن ماضيها. يشك صديق السيدة تشو في براءتها ويحثها على طرد غونغ جو من المنزل لكن غونغ جو تغادر طواعية، بعد أن أخبرتهم أن هوا أوك حامل لكنها لم تفعل أي شيء لمساعدتها.
يكتشف أصدقاء غونغ جو في المدرسة خبر الاغتصاب، فيرسلون لها رسالة نصية ليسألوها عن مكانها ويخبروها أنها ليست مذنبة. تشعر أون هي وأصدقاؤها بالفزع بعد رؤية مقطع فيديو اغتصاب هوا أوك، لكنها لا ترد على الفور على مكالمة غونغ جو. وفي الوقت نفسه، تُرى غونغ جو وهي تسير نحو جسر حيث تقفز في الماء؛ ثم يظهر ظل تحت الماء يسبح بعيدًا، ويسبح بمهارة أكبر بكثير مما تمكنت من تحقيقه. يُسمع صوت في الخلفية يسأل غونغ جو لماذا تريد السباحة بشدة. يكون رد غونغ جو "في حال أردت البدء من جديد لأن رأيي قد يتغير". يُسمع أصدقاؤها يهتفون ويهتفون باسمها وهي تغرق.

## الممثلون
- تشون وو هي، في دور هان غونغ جو
- جونغ إن صن، في دور إيون هي
- تشاي يونغ، في دور هوا اوك
- لي يونغ لان، في دور السيدة تشو
- كوون بيوم تايك، في دور رئيس لمركز شرطة
- جو داي هي، في دور لي نان دو
- تشوي يونغ جون، في دور دونغ يون
- كيم هيون جون، في دور مين هو
- يو سونغ موك، في دور والد غونغ جو
- سونغ يو جين، في دور أم غونغ جو
- كيم جونغ سوك، في دور زوج جديد لوالدة غونغ جو
- سون سول جي، في دور مين سو
- لي تشونغ هي، في دور تشونغ هي
- كيم يي وون، في دور يي وون
- لي جا يون، في دور جا يون
- ها جيونغ هي، في دور مدرس في الفصل الدراسي
- ايم دونغ سيوك، في دور أب دونغ يون
- مين كيونغ جين، في دور مدير

## روابط خارجية
- هان غونغ-جو على موقع IMDb (الإنجليزية)
- هان غونغ-جو على موقع ألو سيني (الفرنسية)
- هان غونغ-جو على موقع فيلمافينيتي (الإسبانية)
- هان غونغ-جو على موقع قاعدة بيانات الفيلم (الإنجليزية)
- هان غونغ-جو على موقع ليتربوكسد (الإنجليزية)
- هان غونغ-جو على موقع كينوبويسك (الروسية)